# Caïque à tête noire
Pyrilia caica
Espèce
Synonymes
- Gypopsitta caica (Latham, 1790)
- Pionopsitta caica

Statut de conservation UICN

 NT  : Quasi menacé
Statut CITES
Le Caïque à tête noire (Pyrilia caica) est une espèce d'oiseaux appartenant à la famille des Psittacidae. Il est également appelé perroquet caïque.

## Confusion
Il existe une possibilité de confusion concernant les diverses correspondances entre les noms latins et les noms francophones et anglophones des espèces Pionites melanocephalus (ou Pionites melanocephala), le Caïque maïpourri, et Pyrilia caica (ou Pionopsitta caica), le Caïque à tête noire.
Selon le COI :
- Pionites melanocephalus = Black-headed Parrot que l'on pourrait traduire par Perroquet à tête noire ;
- Pyrilia caica = Caica Parrot que l'on pourrait traduire par Perroquet caïque.

Selon le CINFO :
- Pionopsitta caica = Caïque à tête noire = Caica Parrot donc Perroquet caïque ;
- Pionites melanocephala = Caïque maïpourri = Black-headed Parrot donc Perroquet à tête noire.

## Description
Cet oiseau mesure environ 23 cm de long. Il a la tête noir brunâtre d'où son nom normalisé pouvant prêter confusion avec un autre caïque à tête noire : le Caïque maïpourri (Pionites melanocephala). Il présente un plumage vert écaillé de marron. Les rémiges et les extrémités des rectrices sont noires. Cet oiseau arbore un collier orange brun doré qui s'étend de la nuque jusqu'à la poitrine. Les cercles oculaires sont clairs et les iris jaunes. Le bec et les pattes sont grisâtres.
Cette espèce ne présente pas de dimorphisme sexuel.
Les juvéniles présentent une tête verte avec un collier à peine visible.

## Habitat
Cet oiseau vit dans les forêts-galeries et les forêts ouvertes.

## Répartition
Cette espèce peuple le sud-est du Venezuela, la Guyane et le nord de l'Amazonie brésilienne.

## Captivité
Il peut être élevé notamment dans des volières accueillant plusieurs couples ; la reproduction peut aussi se faire en couple isolés, dans de grandes cages suspendues, mais avec plusieurs couples logeant les uns à côté des autres.

### Pyrilia caica
- (fr) Oiseaux.net : Pyrilia caica (+ répartition)
- (en) Congrès ornithologique international : Pyrilia caica dans l'ordre Psittaciformes
- (en) UICN : espèce Pyrilia caica (Latham, 1790) (consulté le 16 mai 2015)
- (en) Zoonomen Nomenclature Resource (Alan P. Peterson) : Pyrilia caica  dans Psittaciformes

### Pionopsitta caica
- (en) Tree of Life Web Project : Pionopsitta caica
- (fr + en)  Avibase : Pionopsitta caica (+ répartition)
- (en) NCBI : Pionopsitta caica (taxons inclus)
- (en) CITES : Pionopsitta caica (Latham, 1790)  (+ répartition sur Species+) (consulté le 16 mai 2015)
- (fr) CITES : taxon  Pionopsitta caica (sur le site du ministère français de l'Écologie)

### Gypopsitta caica
- (en) NCBI : Gypopsitta caica (taxons inclus)